# Myrcia lacerdaeana
Myrcia lacerdaeana är en myrtenväxtart som beskrevs av Otto Karl Berg. Myrcia lacerdaeana ingår i släktet Myrcia och familjen myrtenväxter. Inga underarter finns listade i Catalogue of Life.